# Granjon
Granjon is een antiqua schreeflettertype ontworpen voor Linotype door de Engelse drukker George W. Jones (1877-1962) in de periode 1928-1929.
Het is gebaseerd op het lettertype Garamond dat werd gebruikt in een boek uit 1592 van de Parijse drukker Jean Poupy. Het ontwerp van de romein was van Claude Garamond en de cursief van Robert Granjon.
Omdat er rond 1920 meerdere Garamond lettertypen op de markt verschenen besloot Jones deze variant Granjon te noemen.
Vele herziene versies van Garamond van rond 1920 bleken bij nader inzien eigenlijk gebaseerd te zijn op lettertypen van Jean Jannon.
Chauncey H. Griffith van het Amerikaanse Linotype leverde zijn bijdrage aan de ontwikkeling van dit lettertype met de uitbreiding met een 'vette' variant. Hoewel het langdurig zijn populariteit genoot, werd de gedigitaliseerde versie soms bekritiseerd als "suf" of "futloos" in kleinere puntgroottes.

## Beschikbare matrijzen voor hete-lood-machines
Het lettertype Granjon werd behalve door Linotype ook uitgebracht door Lanston Monotype en APL of All-Purpose-Linotype.
- Granjon roman (romein)
  - Linotype: 6-21 punt
  - APL: 18-72 punt
  - Monotype: 400E 6-12pt
- Granjon Italic (cursief)
  - Linotype: 6-18pt
  - APL: 18-48pt
  - Monotype: 400G, 6-12pt
- Granjon Bold (vet)
  - Linotype: 6-14pt
  - Monotype: 500J: 8-12pt

Ook de Monotype Corporation ltd in Salfords Engeland, bracht een Garamond uit, met een cursief gebaseerd op Granjons letter.
- Garamond cursief: 156 6pt-24pt composition, 14pt-72pt display-matrijzen